# Thilay
Thilay és un municipi francès situat al departament de les Ardenes i a la regió del Gran Est. L'any 2007 tenia 1.064 habitants.

## Demografia

### Població
El 2007 la població de fet de Thilay era de 1.064 persones. Hi havia 444 famílies de les quals 124 eren unipersonals (24 homes vivint sols i 100 dones vivint soles), 168 parelles sense fills, 128 parelles amb fills i 24 famílies monoparentals amb fills.
La població ha evolucionat segons el següent gràfic:
Habitants censats

### Habitatges
El 2007 hi havia 636 habitatges, 462 eren l'habitatge principal de la família, 116 eren segones residències i 58 estaven desocupats. 593 eren cases i 27 eren apartaments. Dels 462 habitatges principals, 387 estaven ocupats pels seus propietaris, 60 estaven llogats i ocupats pels llogaters i 15 estaven cedits a títol gratuït; 2 tenien una cambra, 12 en tenien dues, 39 en tenien tres, 143 en tenien quatre i 266 en tenien cinc o més. 317 habitatges disposaven pel capbaix d'una plaça de pàrquing. A 221 habitatges hi havia un automòbil i a 171 n'hi havia dos o més.

### Piràmide de població
La piràmide de població per edats i sexe el 2009 era:
| Homes | Edats   | Dones |
| ----- | ------- | ----- |
| 0     | 95 o +  | 0     |
| 0     | 90 a 94 | 0     |
| 0     | 85 a 89 | 16    |
| 0     | 80 a 84 | 0     |
| 20    | 75 a 79 | 20    |
| 40    | 70 a 74 | 44    |
| 32    | 65 a 69 | 28    |
| 24    | 60 a 64 | 56    |
| 24    | 55 a 59 | 16    |
| 36    | 50 a 54 | 32    |
| 48    | 45 a 49 | 64    |
| 36    | 40 a 44 | 32    |
| 28    | 35 a 39 | 32    |
| 40    | 30 a 34 | 16    |
| 32    | 25 a 29 | 40    |
| 52    | 20 a 24 | 24    |
| 28    | 15 a 19 | 44    |
| 24    | 10 a 14 | 44    |
| 40    | 5 a 9   | 32    |
| 36    | 0 a 4   | 28    |

## Economia
El 2007 la població en edat de treballar era de 689 persones, 476 eren actives i 213 eren inactives. De les 476 persones actives 425 estaven ocupades (241 homes i 184 dones) i 51 estaven aturades (14 homes i 37 dones). De les 213 persones inactives 75 estaven jubilades, 61 estaven estudiant i 77 estaven classificades com a «altres inactius».

### Ingressos
El 2009 a Thilay hi havia 479 unitats fiscals que integraven 1.106,5 persones, la mediana anual d'ingressos fiscals per persona era de 17.088 €.

### Activitats econòmiques
Dels 55 establiments que hi havia el 2007, 2 eren d'empreses alimentàries, 22 d'empreses de fabricació d'altres productes industrials, 12 d'empreses de construcció, 1 d'una empresa de comerç i reparació d'automòbils, 2 d'empreses de transport, 3 d'empreses d'hostatgeria i restauració, 3 d'empreses financeres, 2 d'empreses immobiliàries, 5 d'empreses de serveis, 1 d'una entitat de l'administració pública i 2 d'empreses classificades com a «altres activitats de serveis».
Dels 16 establiments de servei als particulars que hi havia el 2009, 1 era un taller de reparació d'automòbils i de material agrícola, 5 paletes, 1 guixaire pintor, 4 fusteries, 1 lampisteria, 1 electricista, 1 perruqueria i 2 restaurants.
L'únic establiment comercial que hi havia el 2009 era una botiga de menys de 120 m².

## Equipaments sanitaris i escolars
El 2009 hi havia una escola elemental.

## Poblacions més properes
El següent diagrama mostra les poblacions més properes.